# Талисман (фильм)
«Талисман» — художественный фильм режиссёров Араика Габриэляна и Вениамина Дормана, снятый по сценарию Виктории Токаревой на киностудии имени М. Горького в 1983 году.

## Сюжет
Девятиклассник Саша Дюкин по прозвищу «Дюк» на собрании класса заявил, что является талисманом. Его присутствие может служить гарантом благополучного исхода дела. Сказал он это больше из-за обидного мнения, что он парень хороший, но не более того, и что его нельзя назвать состоявшейся личностью.
В классе его заявление не произвело должного впечатления, но через некоторое время даже самые заядлые скептики убедились в обратном. Все, кто обращался за помощью к Саше, были удивлены исполнением любых своих желаний.
В их исполнении иногда не было ничего таинственного, так как «Талисман» заранее подготавливал ситуацию для успешного разрешения возникшей проблемы, а иногда случались чудесные совпадения.
В разговоре по душам с мамой Саше стало совестно, что он создал себе репутацию не совсем честным путём. Он признался при всём классе в обмане, но ребята уже привыкли к его роли талисмана и смогли рассмотреть за мистическим туманом доброе сердце своего товарища.

## В ролях
- Денис Чурмантеев — Саша Дюкин, «Дюк»
- Наталья Варлей — мама Дюка
- Лидия Федосеева-Шукшина — Нина Георгиевна, классный руководитель
- Спартак Мишулин — Владимир Петрович Капустин, директор мебельного магазина
- Лия Ахеджакова — Она
- Борислав Брондуков — начальник отделения милиции Васильев
- Элеонора Шашкова — тётя Зина
- Светлана Пономарёва — Маша Архангельская
- Галина Струтинская — Лариса
- Мария Евстигнеева — Мареева
- Дмитрий Усачёв — Виталий Резников
- Оксана Стрельцова — Светлана Кияшко

## Съёмочная группа
- Сценарист — Виктория Токарева
- Режиссёр — Ара Габриэлян при участии Вениамина Дормана
- Кинооператор — Пётр Катаев
- Композитор — Евгений Крылатов